# باتريك ماير
باتريك ماير (بالألمانية: Patrick Mayer)‏ (28 مارس 1988 في ألمانيا - ) هو لاعب كرة قدم ألماني في مركز الهجوم. لعب مع فيهين فيسبادن ونادي آوغسبورغ ونادي شتوتغارت ونادي هايدنهايم وفي إف بي شتوتغارت الثاني وEintracht Frankfurt II ‏ ورويتلينغن 05 ‏.

## وصلات خارجية
- باتريك ماير على موقع قاعدة بيانات كرة القدم.إي يو (الإنجليزية)
- باتريك ماير على موقع بيانات كرة القدم. دي إي (الألمانية)
- باتريك ماير على موقع Soccerway.com (الإنجليزية)
- باتريك ماير على موقع عالم كرة القدم.نت (الإنجليزية)